# 杨述祖
杨述祖（1903年—1983年），男，陕西华县人，中国病理学家，曾任第三届全国人大代表，第五、六届全国政协委员。